# 抗日戰爭第十一戰區
第十一战区是中国抗日战争后期，中華民國国民政府于1945年6月把冀察战区改设立之战区，作战区为河北、山东地区。

## 组建
司令长官为孙连仲，副司令长官高树勋、李延年、马法五、上官云相等。参谋长宋肯堂。政治部主任刘漫天（1906～1951年，黄埔四期），秘书长徐惟烈。副參謀長兼前进指挥所主任吕文贞（陸大十一期）。兵站總監霍濟時。副参谋长兼北平第六兵站总监張知行（陸大特別班第三期）。戰區參謀處長鄭長海（河北高陽縣人，陸大十一期）
- 马法五的第四十军：为庞炳勋余部
- 高树勋的新八军
- 鲁崇义的第三十军，副军长刘世荣
- 山东挺进军总司令李延年
- 河北民军：乔明礼5000多人
- 孙殿英第三挺进纵队
- 李文第34集团军：第一战区抽调。从山西进抵石家庄，准备南下与从豫北出发的主力合击平汉路共军。
- 从第六战区抽调土木系主力，海运天津登陆：
  - 侯镜如第九十二军：第六战区抽调
  - 李及兰、牟庭芳第九十四军：第六战区抽调
- 门致中的伪华北治安军被蒋介石授以"先遣军"的名义，控制平、津、保等地，等候孙去接收。

## 1945年受降地區
北平、天津、河北、山東等。在重庆的孙连仲指派第十一战区副参谋长兼作战处长吕文贞少将为前进指挥所主任、军务处长刘本厚少将为参谋主任。1945年9月9日前进指挥所进驻北平。由驻冲绳的美国海军陆战队第三军团从塘沽登陆，代表中国政府接受天津日军的投降。1945年9月30日美国海军陆战队在塘沽登陆，并在天津市法租界公议局大楼内办公。一个星期后即1945年10月6日上午，在法租界公议局门前的克雷孟梭广场举行了由第三军团司令洛基中将主持的天津接受日军驻军司令官内田银之助投降仪式。参加受降仪式的中方人员有天津市正副市长张廷谔、杜建时，十一战区司令长官部副参谋长吕文贞、天津市警察局长李汉元、财政部华北财政金融特派员张果为、外事局津沽区联络官周培章等。
10月9日孙连仲由新乡飞抵北平。10月10日在北平故宫太和殿接受日本华北方面军投降。日本华北方面军总司令部司令官根本博中将、参谋长高桥坦中将、渡边渡参谋副长
1945年10月30日至31日邯郸战役结束，新八军起义、第四十军被歼灭，第三十军大部被歼（后调归第一战区）。至此，孙连仲丧失了基本部队。
1945年日本投降前夕，蒋介石评价：“李延年指挥得力，不避艰险，能打硬仗。”第三十四集团军司令官李延年被升任为第十一战区副司令长官兼山东挺进军总司令。1945年8月李延年为山东地区受降长官，负责在济南接受日本第43军投降。但是过了两个月还停在徐州，因为难以调动陈大庆的第19集团军；后来改为指挥廖运泽的骑兵第二军、陈金城的第九十六军，李延年才到了山东济南。1946年2月，战区撤销，李延年调徐州绥靖公署任副主任兼第九绥靖区司令。

## 进驻北平、保定后
孙连仲把李文集团布置在南起石家庄、北到南口的铁路沿线，把九十二和九十四两军布置在从北平经天津至山海关铁路沿线。
第十一战区司令长官孙连仲兼任河北省政府主席兼河北保安司令，全省分15个行政督察专员区，每个区计划辖3个保安团。以敌后游击队及部分伪军编组为20个河北省保安团，分布各占领区或收复区。1945年11月河北省政府由西安迁驻北平。1945年12月，河北省保安处在北平成立，保安处长高卓东。1946年3月被缩编为25个保安团。5月1日,河北省保安团据行政院颁发《各省保安团队整理实施办法》进一步缩编保安团为保交总队，辖3个大队,1个通信分队,1个医务所，1个大队辖4个中队，1个中队辖3个分队，总队有官佐98人，兵士1690人，合计1788人。先后整编为14个总队，1个训练总队。不久，又将训练总队改为保安干部训练所。1946年7月迁保定。整编为21个总队，每总队辖3个大队。1947年11月，国防部下发《保安团编制系统表》，每团下辖3个营、1个搜索连、1个迫击炮连及新闻室、通信排、输送连、卫生队，每个营辖3个步兵连(140人)、1个重机枪连(89人)，全团共计有官兵2450人。河北省保持了16个团的建制。1948年4月，为了贯彻华北剿总傅作义的“以主力对主力”方针，河北保安处改称河北保安司令部，楚溪春任司令，陈光斗任副司令，所属保安部队扩编为3个保安旅、40个保安团、14个大队、10个守护团，总兵力达9.14万人。
- 保安第1旅：驻新城，旅长王凤岗
- 保安第2旅(12月编入第三十五军)：驻北平，旅长周树堂
- 保安第3旅(11月编入第一〇四军)：驻北平，旅长许书发

## 撤銷
1947年2月，第十一戰區長官司令部改組為保定綏靖公署，主任孫連仲。戰區撤銷。
保定綏靖公署军务处长谢士炎、军法处长丁行和当时作为孙连仲宾客的余心清等，被军统指控为共产党而遭到逮捕。